# マント・ド・クール

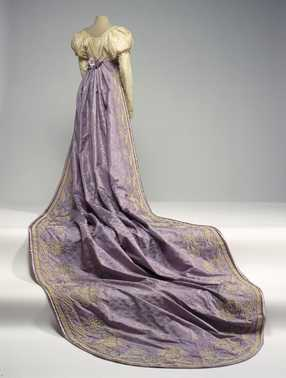
Manteau de Cour, 1809

マント・ド・クール（仏: manteau de cour）とは、フランス語で宮廷礼服の意味であり、別名「フルコートドレス」（英: Full Court Dress）とも呼ばれる礼服である。威厳をそえるために用いた豪華な装飾用の表着、ルイ王朝時代に着用された宮廷服。アーミン (ermine) の毛皮で縁を飾った深紅あるいは濃紫色のビロードのマントで、袖無し、または短い袖つきのドレスにトレーン（引き裾）をつける。トレーンの長さとお裾奉持の人数は身分の高さによって定められ、高位の女性ほど長いトレーンを用いた。帽子は用いず、宝玉や羽毛を飾るが、頭からチュールをかける事もある。また、アクセサリーとして扇を携える。

## 日本での活用

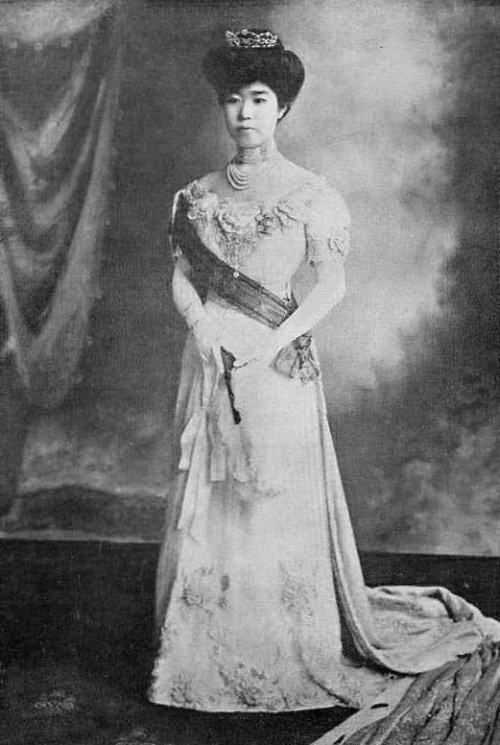
マント・ド・クール、1909年
（北白川宮成久王妃房子内親王）

皇族はティアラ、勲章を佩用（）、手には白革または白絹の長手袋（オペラグローブ）に、象牙大扇を持つ。
明治10年代半ばから20年代初めにかけての欧化政策によって取り入れられるようになった。政府が欧化政策推進の場として明治16年（1883年）に建設した鹿鳴館では、舞踏会が開かれ、高官や華族の夫人たちは洋装をして集うようになった。
その後、明治19年（1886年）6月23日に宮内大臣内達によって宮中における皇族女性の大礼服として定められた。この規定は、昭和22年（1947年）5月2日に廃止された皇室令などと共になくなっている。マント・ド・クールが用いられなくなると、ローブ・デコルテが大礼服に替わる公式な場における女性用の正礼装として用いられるようになった。